# Капускейсінг

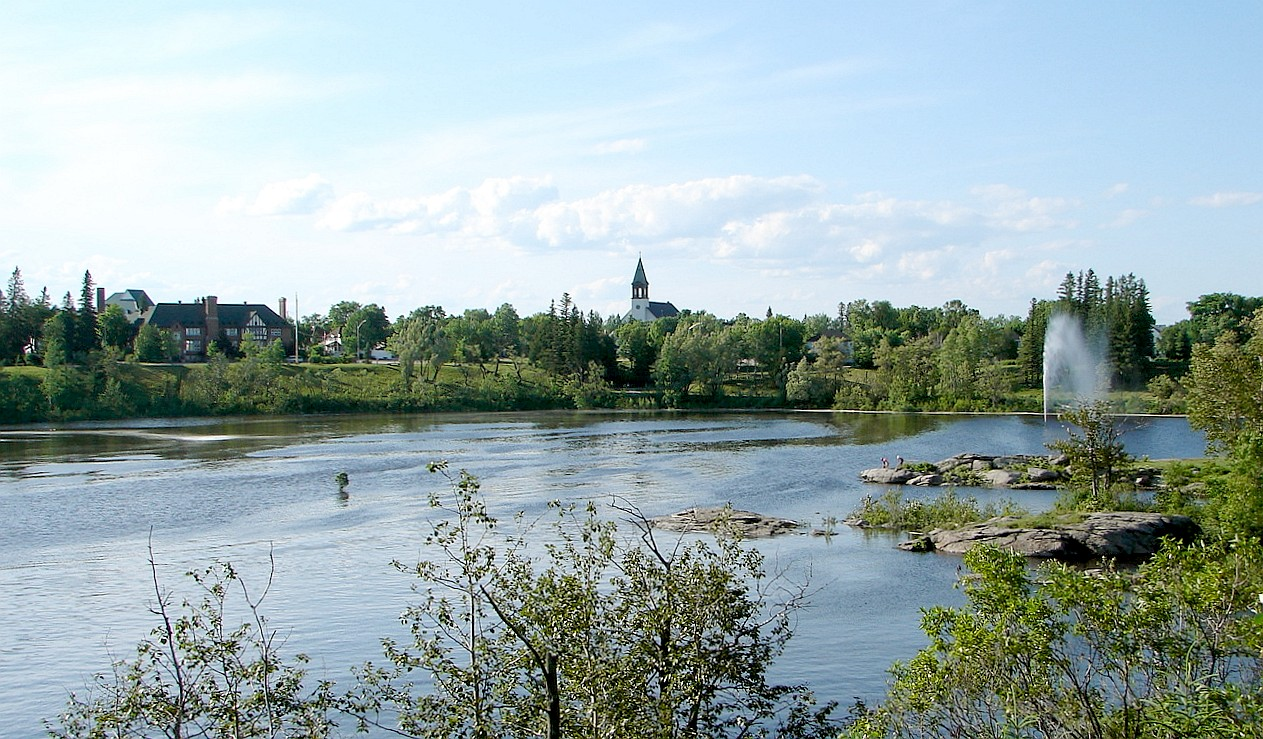
Вид на місто Капускейсінг через річку Капускейсінг

Капуске́йсінг (англ. Kapuskasing, назва походить з мови індіанців племені крі) — місто на однойменній річці у провінції Онтаріо, Канада, засноване на початку XX століття (1911) як одна із станцій на шляху Національної трансконтинентальної залізниці. До 1917 — відоме як МакФерсон. Населення — 8 509 мешканців (2006).

## Демографія
Англо (30.25%)- та франкофони (66.29%). Міський голова — Алан Спейсек. Україномовні становлять 0,40% (5-е місце, після поляків — 0,57%, німців — 0,45%, разом із голландцями 0,40%).
| Населення міської громади Капускейсінгу |
|                                         |

## Історія

### Табір для інтернованих

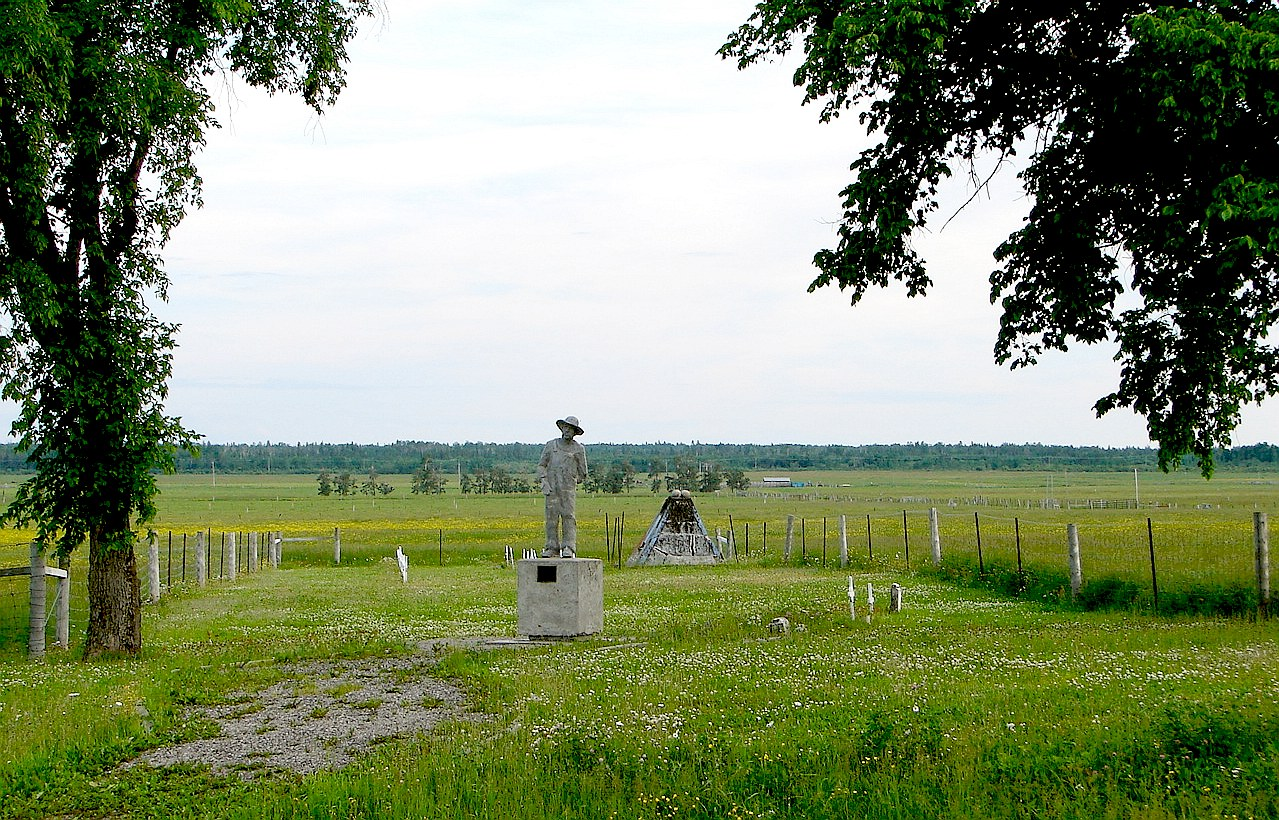
Український цвинтар табору інтернованих Капускейсінг

Під час Першої світової війни у місті розташовувався один з найбільших таборів для інтернованих у Канаді, табір проіснував з грудня 1914 року по лютий 1920 року. У таборі перебувало понад 1300 в'язнів, спочатку більшість із них були інтернованими цивільними особами українського походження, котрі емігрували під час першої хвилі української еміграції до Канади з Буковини та Галичини, що на той час входили до складу Австро-Угорської імперії.
Невеликий цвинтар — це все, що залишилося від табору для інтернованих поблизу аеропорту Капускейсінг, де були поховані жертви епідемії іспанського грипу. На місці табору встановлено історичну табличку на честь ролі табору для інтернованих Капускейсінг у спадщині Онтаріо.

## Клімат
| Клімат Капускейсінгу                                  | Клімат Капускейсінгу | Клімат Капускейсінгу | Клімат Капускейсінгу | Клімат Капускейсінгу | Клімат Капускейсінгу | Клімат Капускейсінгу | Клімат Капускейсінгу | Клімат Капускейсінгу | Клімат Капускейсінгу | Клімат Капускейсінгу | Клімат Капускейсінгу | Клімат Капускейсінгу | Клімат Капускейсінгу |
| Показник                                              | Січ.                 | Лют.                 | Бер.                 | Квіт.                | Трав.                | Черв.                | Лип.                 | Серп.                | Вер.                 | Жовт.                | Лист.                | Груд.                | Рік                  |
| Абсолютний максимум, °C                               | 20,5                 | 12,2                 | 19,4                 | 29,7                 | 33,6                 | 38,3                 | 36,7                 | 35                   | 33,3                 | 27,8                 | 19,4                 | 13,3                 | 38,3                 |
| Середній максимум, °C                                 | −12,4                | −8,4                 | −1,6                 | 7                    | 16                   | 21,3                 | 23,9                 | 22,2                 | 15,7                 | 8,3                  | −0,7                 | −9,1                 | 6,9                  |
| Середній мінімум, °C                                  | −24,9                | −22,5                | −15,5                | −6                   | 1,9                  | 7,4                  | 10,5                 | 9,2                  | 4,4                  | −0,7                 | −8,9                 | −19,6                | −5,4                 |
| Абсолютний мінімум, °C                                | −45,3                | −43,3                | −42,2                | −28,3                | −13                  | −4,4                 | −0,6                 | −2,8                 | −6,1                 | −15,6                | −34,4                | −44,4                | −45,3                |
| Норма опадів, мм                                      | 54.6                 | 35.3                 | 53.6                 | 53.9                 | 66.3                 | 86.8                 | 100.5                | 80.3                 | 96.3                 | 81.2                 | 69.2                 | 53.7                 | 831.8                |
| ----------------------------------------------------- | -------------------- | -------------------- | -------------------- | -------------------- | -------------------- | -------------------- | -------------------- | -------------------- | -------------------- | -------------------- | -------------------- | -------------------- | -------------------- |
| Джерело: Департамент навколишнього середовища Канади. |                      |                      |                      |                      |                      |                      |                      |                      |                      |                      |                      |                      |                      |

## Персоналії
- У місті народився відомий американський кінорежисер Джеймс Камерон, 1954.
- Мітч Бабин — канадський хокеїст.